# Michaił Pokrowski
Michaił Nikołajewicz Pokrowski (ros. Михаи́л Никола́евич Покро́вский; ur. 14 sierpnia?/26 sierpnia 1868 w Moskwie, zm. 10 kwietnia 1932 tamże) – rosyjski działacz komunistyczny, bolszewik, historyk, przewodniczący Komitetu Wykonawczego Moskiewskiej Rady Miejskiej (1917–1918).

## Życiorys
W 1891 ukończył ze złotym medalem Wydział Historyczno-Filologiczny Uniwersytetu Moskiewskiego, następnie pracował jako historyk. Od 1905 w SDPRR, od 1 czerwca 1907 do 8 stycznia 1912 zastępca członka KC SDPRR. 1907-1909 w Finlandii, a 1909-1917 we Francji, w sierpniu 1917 wrócił do Rosji, 1917 szef rejonowego sztabu Czerwonej Gwardii w Moskwie, od 27 listopada 1917 do 29 marca 1918 przewodniczący Komitetu Wykonawczego Moskiewskiej Rady Miejskiej, od 19 marca do 10 czerwca 1918 przewodniczący Rady Komisarzy Ludowych obwodu moskiewskiego, od maja 1918 do śmierci zastępca ludowego komisarza oświaty Rosyjskiej FSRR. Redaktor gazet Krasnyj archiw, Istorik-marksist i Bor´ba kłassow. Od 1918 do śmierci kierownik Socjalistycznej/Komunistycznej Akademii przy WCIK, od 1921 do śmierci kierownik Instytutu Czerwonej Profesury, od 1922 do śmierci kierownik Centralnego Archiwum, od 1925 do śmierci kierownik Stowarzyszenia Historyków Marksistów. Od 12 stycznia 1929 akademik Akademii Nauk ZSRR. Autor ponad 500 prac naukowych. Odznaczony Orderem Lenina.
Wychowawca kadr historyków marksistowskich, historyków niemarksistów najpierw starał się izolować (otwarte polemiki), potem zwalczał (nagonki w prasie). Organizator służby archiwalnej w ZSRR, wydawca materiałów źródłowych. 
Na początku lat 30. XX w. na polecenie Stalina cały dorobek Pokrowskiego został zniszczony, a on sam został uznany za „wulgaryzatora historii”. Wówczas też represjonowano i wyeliminowano z życia naukowego prawie wszystkich jego uczniów. Walka z tzw. pokrowszczyzną była jednym z haseł, pod którymi organizowano nauki historyczne w ZSRR.
W 1929 roku zachorował na raka i zmarł po upływie trzech lat.